# DR-Baureihe Ks
Die Kleinlokomotiven der Baureihe Ks (später: Ka genannt) sind kleine elektromotorisch angetriebene Akku-Lokomotiven für den leichten Verschub- und Rangierdienst. Der Buchstabe „s“ bzw. „a“ in der Baureihenbezeichnung steht für „Speicher-Antrieb“ bzw. „Akku-Antrieb“. Sie wurden nach der Erprobung einiger Versuchslokomotiven ab 1935 bei der Deutschen Reichsbahn in Dienst gestellt.

## Baureihe Ks

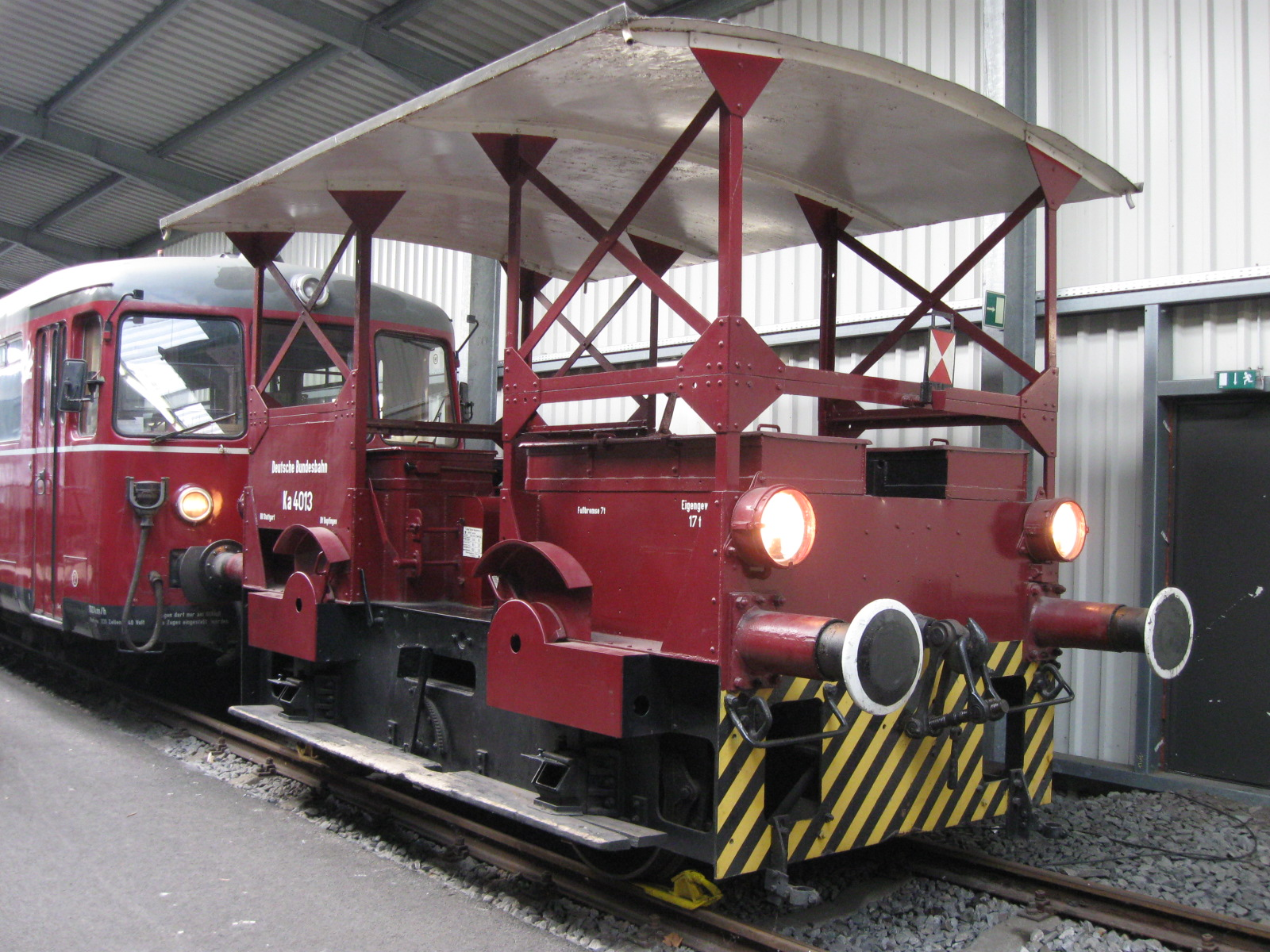
DB Ka 4013 im Eisenbahnmuseum Bochum-Dahlhausen

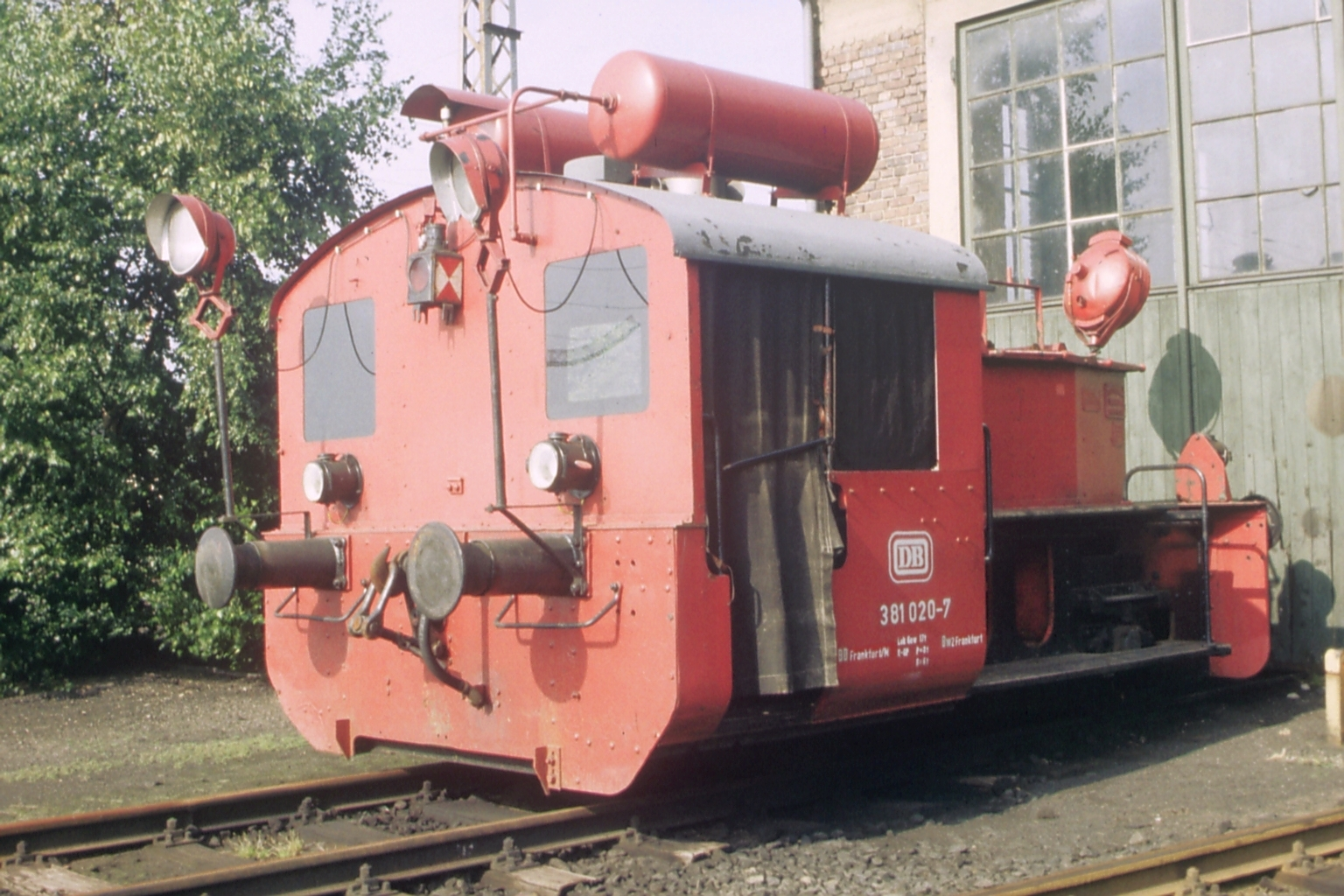
DB 381 020-7 im Sommer 1984 im Bw Hanau

Folgende 46 Maschinen wurden in den 1930er Jahren gebaut:
| Baujahr        | Ks                            | Hersteller | Anzahl |
| -------------- | ----------------------------- | ---------- | ------ |
| 1930           | 4012–4015                     | AEG        | 4      |
| 1932           | 4071                          | AEG        | 1      |
| 1935           | 4815–4820                     | BMAG       | 6      |
| 1936 1937 1938 | 4859–4870 4903–4910 4979–4993 | Windhoff   | 35     |

Die 35 von Windhoff gebauten Serienmaschinen sind den dieselgetriebenen Schwestermaschinen der Baureihe Kö/Köf II äußerlich sehr ähnlich.
Die Lokomotiven der Baureihe Ks wurden der Leistungsgruppe II zugeteilt. Die Deutsche Bundesbahn zeichnete die Maschinen ab 1950 in die Baureihe Ka um. Ab 1968 erhielten die verbliebenen 22 Maschinen die EDV-Baureihenbezeichnung Baureihe 381, darunter die Vorserien-Sonderlinge 381 101 (vorher Ka 4015) und 381 201 (vorher Ka 4071) sowie auch drei BMAG-Maschinen (381 001 bis 003).

## Verbleib

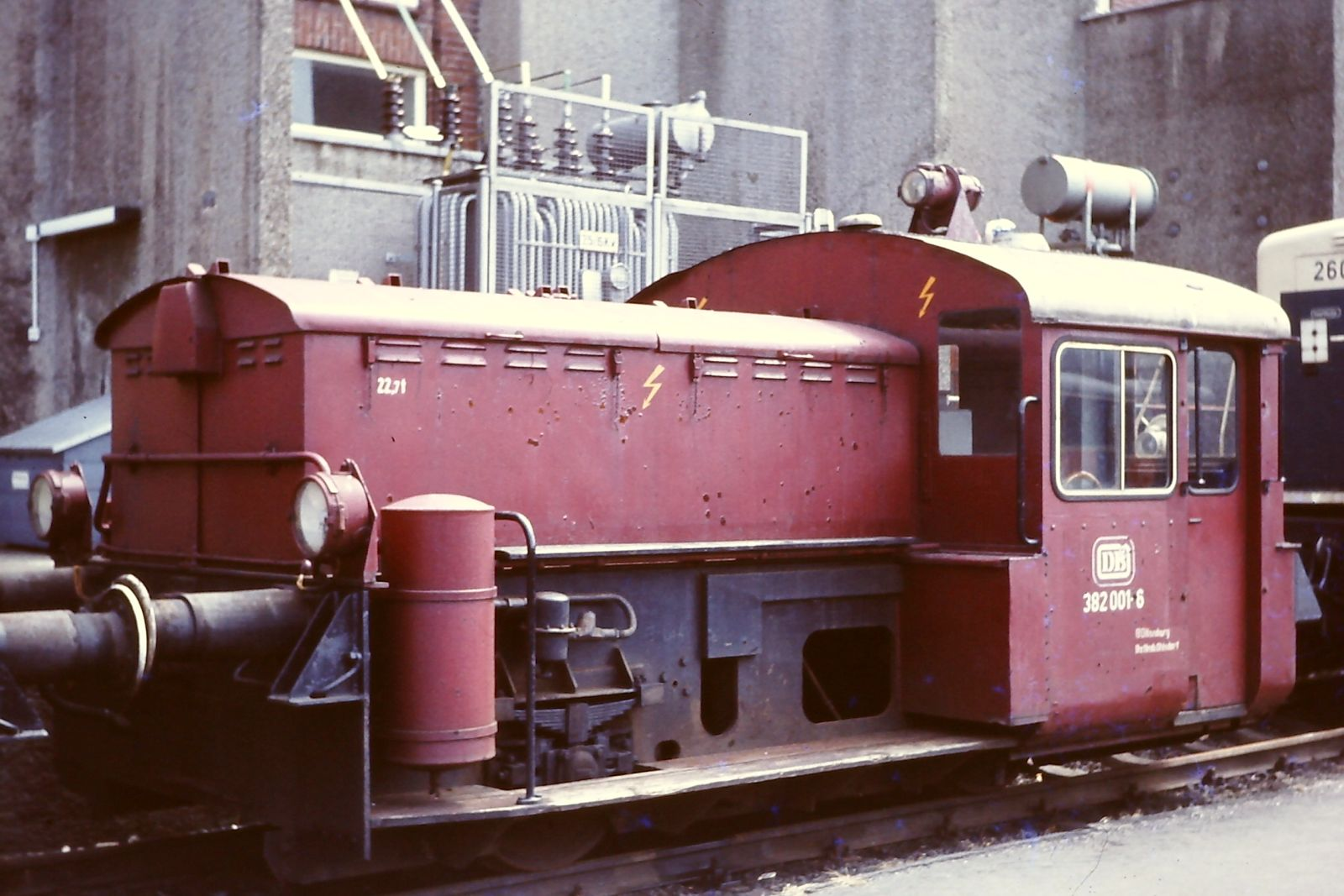
DB 382 001 im Bw Hamburg-Ohlsdorf, August 1983

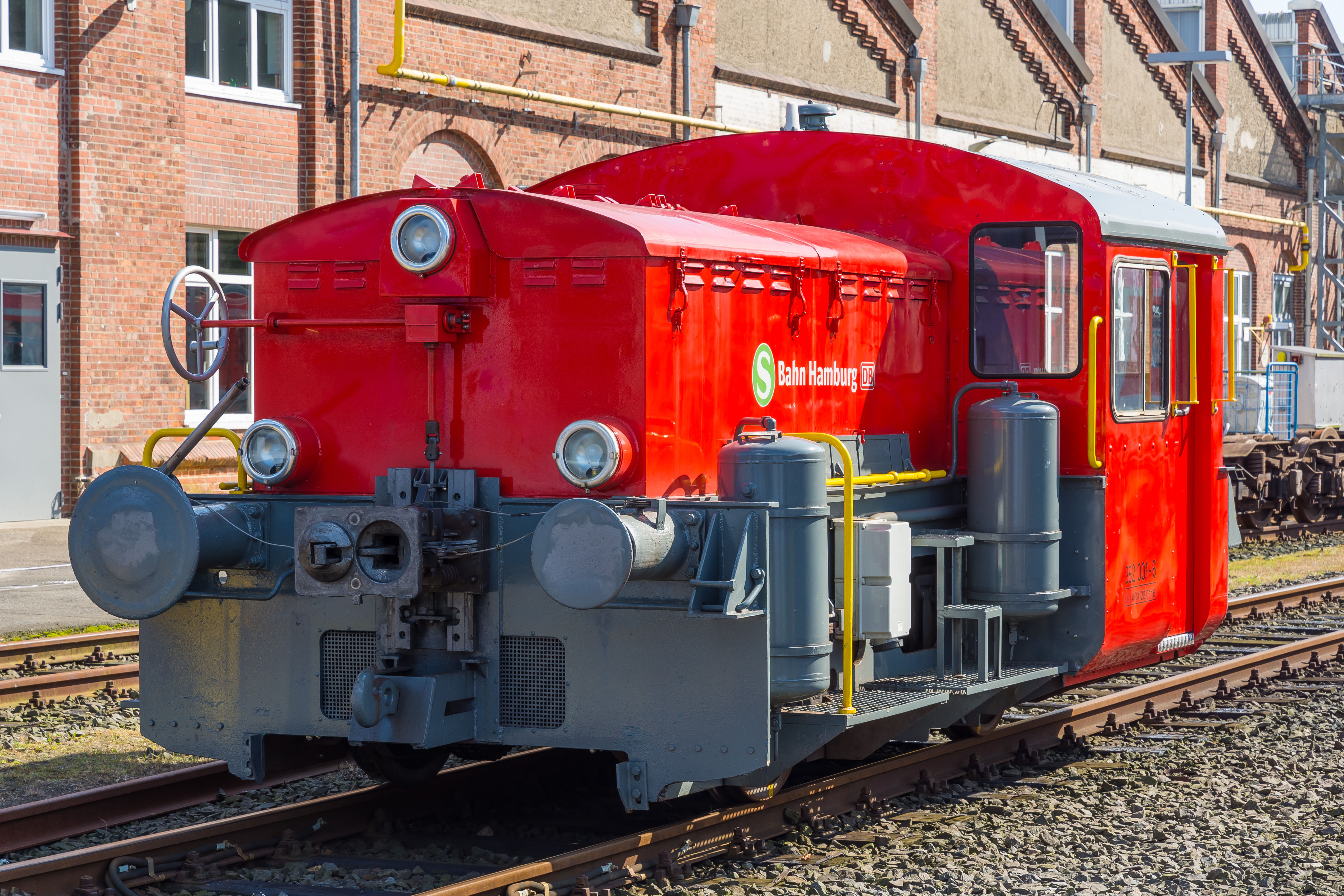
Dieselbe Lokomotive, immer noch in Ohlsdorf im September 2017

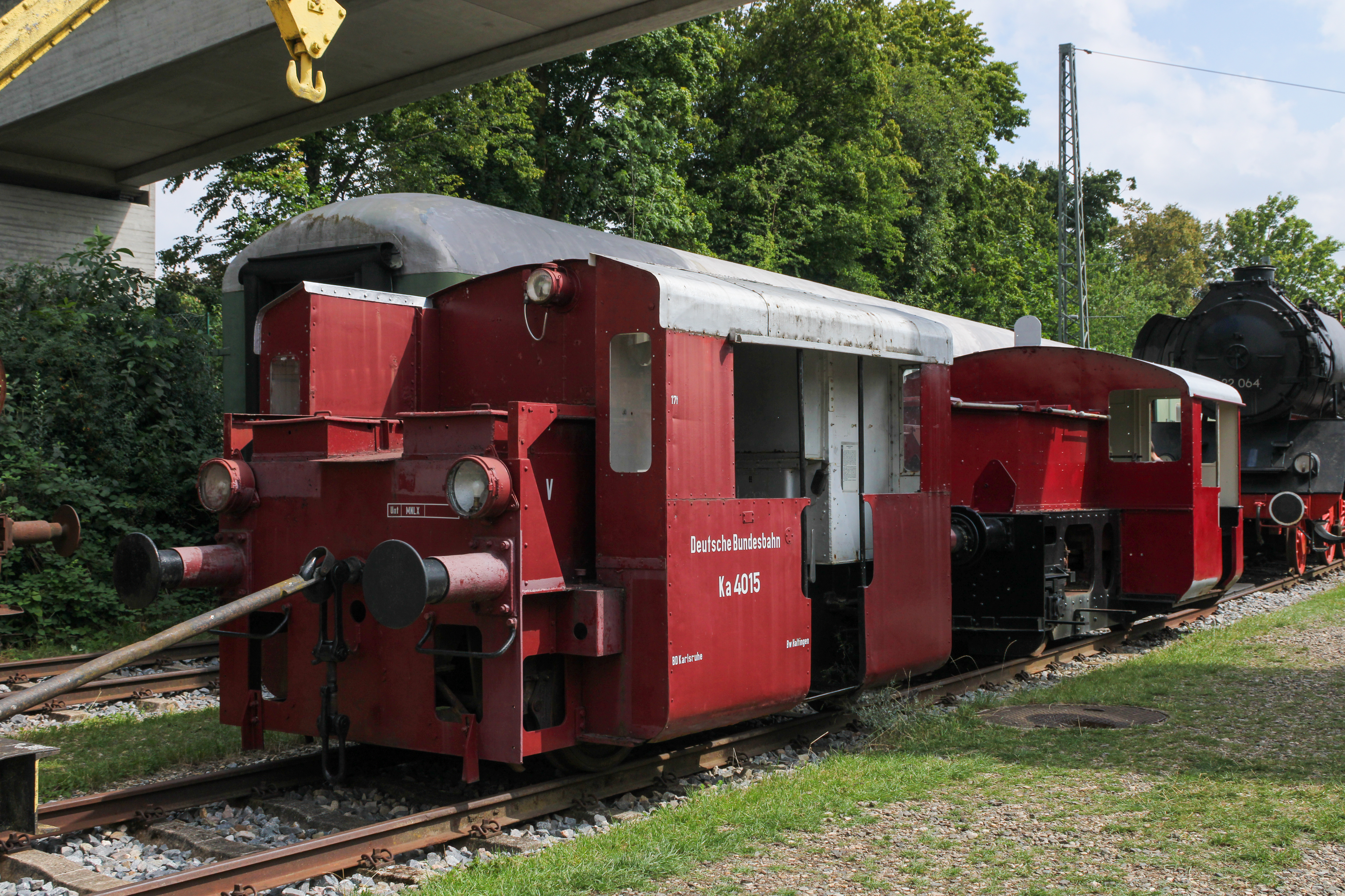
Ka 4015 und Ka 4909 im BEM Nördlingen

Von der Vorserie blieben Ka 4013 (Eisenbahnmuseum Bochum-Dahlhausen) und Ka 4015 (Bayerisches Eisenbahnmuseum e. V., Nördlingen) sowie die Ka 4071 als Denkmal auf dem Bahnhofsvorplatz von Limburg der Nachwelt erhalten. Die Serienmaschine 381 018 ist weiterhin im DB-Fahrzeuginstandhaltungswerk Dessau als Gerät im internen Verschub im Einsatz. Auch 381 020 (Mainz) ist noch als Gerät vorhanden. 381 005 war ebenfalls lange nach ihrer Ausmusterung noch in Köln-Deutzerfeld als Gerät im Einsatz, zählt aber inzwischen zum Bestand des DB Museum Koblenz. 381 013 (Ka 4986) steht seit 1998 im Torfbahnhof Rottau.

## DB-Nachbauten
1955 wurden von Gmeinder für die Deutsche Bundesbahn noch zwei Maschinen mit den Nummern Ks 4992 und 4993, ab 1960 Ka 4992 und 4993, nachgebaut (die Vorkriegskonstruktionen Ks 4992 und 4993 von Windhoff waren als Kriegsverlust bereits ausgemustert); sie wurden ab 1968 im EDV-Baureihenschema der DB als 382 001 und 382 101 geführt. Sie waren den größten Teil ihrer Einsatzzeit im Hamburg-Ohlsdorfer S-Bahn-Betriebswerk beheimatet. 382 101 wurde 1984 verschrottet, 382 001 ist als Eigentum der S-Bahn Hamburg GmbH immer noch in Ohlsdorf im Einsatz.